# Офеня

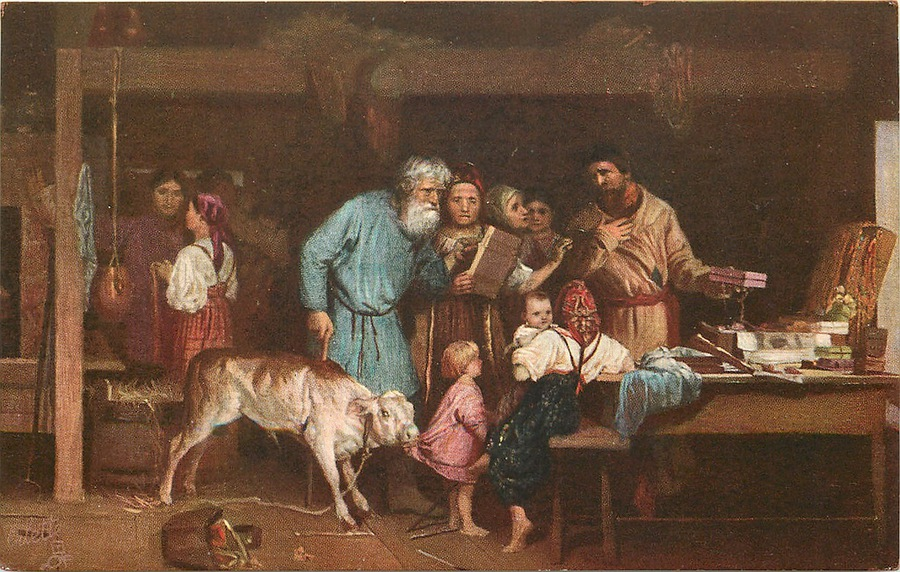
М. А. Кошелєв. Офеня-коробейник. 1865

Офе́ня або коробе́йник — торговець дрібницями з галантерейним і мануфактурним товаром, книгами, лубочними картинками, що мандрував селами. У офеней розвинулася особлива умовна мова (офенська).

## Історія офенів
За однією з версій їх історія почалася у XV столітті, коли на Русь переселилося значна кількість греків. За іншою — офені є продовжувачами традицій скоморохів. Більшість з них зайнялася торгівлею; всі вони називали себе вихідцями з Афін. Місцеві жителі називали грецьких торговців за їх самоназвою «афінянами», «офінянами», «офінеямі» або «офенями».
Через століття бродячі торговці стали вважати себе окремим таємним товариством на Русі; від мандрівних скоморохів, купців і ремісників вони перейняли уклад життя, а від паломників — книжкову премудрість і грецькі слова. Самі себе вони називали офенями, перейнявши одну з самоназв грецьких торговців.
Близько двох з половиною століть офені зберігали свій життєвий уклад і говорили таємною професійною мовою, яка називалася феня або музика. Починаючи з XIX століття, мову «офенів» почали досліджувати лінгвісти.

## Бродячі музиканти у культурах народів світу
Кіфареди у Греції, кобзарі в Україні, акини у Казахстані.

## Офені у літературі
- Офенею присвячена поема Некрасова «Коробейники»[3]. Уривок з першого розділу поеми покладено на музику і широко відомий як пісня «Коробушка» або, за першим рядком, «Ой, полна, полна коробушка»[4].
- У книзі Андрія Коробейщікова «Пустенье» згадуються Офені і їх мистецтво рукопашного бою.